# George C. Papanicolaou
George C. Papanicolaou (sinh ngày 23.1.1943) là một nhà toán học người Mỹ chuyên về toán học ứng dụng và toán học máy tính (computational mathematics), các phương trình vi phân riêng phần và các quá trình ngẫu nhiên. Hiện nay ông giữ chức giáo sư Robert Grimmett về toán học ở Đại học Stanford.

## Tiểu sử
Papanicolaou sinh ngày 23 tháng 1 năm 1943 tại Athens, Hy Lạp. Ông đậu bằng cử nhân ngành điện ở Union College, bằng thạc sĩ khoa học và bằng tiến sĩ ở Đại học New York (NYU).
Năm 1969, ông làm phụ tá giáo sư ở Đại học New York, năm 1973 là phó giáo sư và năm 1976 trở thành giáo sư. Sau đó ông chuyển tới Đại học Stanford năm 1993.
Ông đã lập gia đình và có ba người con.

## Tác phẩm
Papanicolaou đã xuất bản nhiều bài khảo luận về toán học tài chính, đặc biệt là "tính hay thay đổi ngẫu nhiên" (stochastic volatility). và mô hình Black-Scholes (Black–Scholes model).

## Vinh dự
Ông được bầu vào Viện Hàn lâm Khoa học quốc gia Hoa Kỳ năm 2000.